# ブラック・ハート (小説)
『ブラック・ハート』（原題: The Concrete Blonde）は、アメリカのミステリー作家マイクル・コナリーが執筆し1994年に米国で出版された長編小説であり、刑事ハリー・ボッシュ・シリーズの第3作である。
かつてボッシュが担当したドールメイカー事件に関する裁判と、真犯人を自称する者からの手紙や新たな犠牲者の発見、それらの捜査が並行して進む。

## あらすじ
4年前、ボッシュはマスコミから「ドールメイカー事件」と呼ばれた連続殺人事件を捜査していた。
ある日ドールメイカーらしき男に会ったという売春婦が通報し、ロス市警強盗殺人課（RHD）の刑事だったボッシュは彼女を伴ってその部屋に行き、単独で突入してその場に居た男を逮捕しようとするも、彼が不審な行動を取ったためとっさに発砲して彼を撃ち殺してしまった。その部屋からは、ドールメイカー事件の被害者たちが身につけていた化粧品などが見つかったため、彼が犯人であっただろうと思われた。ボッシュはこの一件でしばらく謹慎処分となり、その後ハリウッド署に左遷されたのだった。
本作は、この件で死んだ容疑者ノーマン・チャーチの遺族がロサンゼルス市を相手に起こした民事裁判から始まる。
裁判初日にハリウッド署にボッシュ宛のメモが届く。差出人は自分こそがドールメイカーの真犯人であるとしており、その証拠として新たな死体の場所を記していた。そして実際にその場所のコンクリートの床下からブロンドの女性の死体が発見される。死体は死後2年ほどしか経っておらず、ノーマン・チャーチの仕業ではあり得なかったが、ドールメイカー特有の印が付けられていた。
裁判で原告側弁護人となったのは、警察の腐敗を暴く敏腕弁護士ハニー・チャンドラーであった。彼女はボッシュを暴力に取り憑かれた怪物であるかのように陪審員に印象付けるようとする。
ブロンド女性の死体が見つかった翌日にはLAタイムズにそのことが載ってしまう。記事を書いた記者はボッシュも知っているブレマーだったが、ボッシュは警察内から彼に情報が漏れているのではないかと疑う。ブレマーは4年前にドールメイカー事件が決着した際にボッシュに取材して事件の詳細を本にして出版していた。
ボッシュらはブロンド女性の復顔を行い、身元に関する情報を得るべく公開する。寄せられた情報の中にポルノビデオで見たというものがあり、調べた結果たしかにそうであり、本名レベッカ・カミンスキーという女性であることが明らかになる。
チャンドラーは裁判でボッシュの母親が40年ほど前に惨殺されたことを引き合いに出して、そのこともボッシュの捜査スタイルに影響しているのではないかと指摘する。また、証言台に立った性心理動学のジョン・ロック博士は、自著『ブラック・ハート』を引き合いに出し、人間誰しもエロティックな鋳型を持っており、性犯罪者はその鋳型が損傷を受けているという持論を主張する。
ボッシュは交際しているシルヴィア・ムーア（前作『ブラック・アイス』参照）の家にしばしば泊まりに行っており、ときおり仕事の話をして気を紛らせたり慰みを得ている。
ボッシュはこれまでのドールメイカー事件の被害者の共通点を見直し、そのうちの一部の被害者は別の模倣犯に殺された可能性に気づく。そうであるなら模倣犯はブレマーの本が出る前からドールメイカー事件の詳細を知っていたことになり、ボッシュは警官の犯行を連想し、風紀課のレイ・モーラが怪しいと睨む。
ロス市警のアーヴィング警視正補は、この事件の捜査を本署の強盗殺人課(RHD)に移管する意向をボッシュに伝えるが、その際に彼はかつてボッシュの母親マージョリー・ロウの死体を発見した巡査だったことを打ち明ける。
ボッシュは、チャンドラーがボッシュのことやブロンド女性殺害のことをやけに詳しく知っているので、彼女にも警察内から情報が漏れていることを疑い、相棒のエドガーがチャンドラーと密会しているところを見つけ、彼を叱責する。
ボッシュとRHDは、レイ・モーラを監視し、彼が外出中に自宅を捜索する。部屋に自作の怪しいビデオテープが見つかるが、未成年のポルノを自作していたのであり、殺人犯ではないことが判明する。逆にモーラは連続殺人の被害者のポルノ女優の生前の撮影現場にロックが出入りしていたことをボッシュに告げ、にわかにロックが第一容疑者となる。
その直後にハリウッド署のボッシュ宛に模倣犯から手紙が届き、ボッシュの大事なブロンドを奪うと書かれており、ボッシュは慌ててシルヴィアの安否を確認し、彼女の無事を確認して郊外に匿う。シルヴィアはボッシュとの生活に限界を感じる。
評決の出る朝、法廷にチャンドラーが現れない。評決は2ドルの賠償を命じるものであり、暗にチャーチが犯人であったことを認めつつも、ボッシュが単独で踏み込んだ行動はミスであったというものであった。裁判が終わるとすぐにボッシュはチャンドラーの自宅に駆けつけるが、そこではチャンドラーが無惨に殺され、ドールメイカーの印が付けられている。ボッシュは室内を見回し、最終弁論でチャンドラーが引用した本の中に模倣犯からのメモと封筒を見つける。その現場にロックが現れ、彼が犯人ではないことが判明する。
夜、ボッシュはブレマー記者を待ち伏せて帰宅するまで尾行し、そこを訪ねる。ボッシュはブレマーに、彼が模倣犯であると告げ、ブレマーにはすべての機会があったこと、細かいミスをしていたこと、そして決定的なのはチャンドラーに届いたメモの封筒の消印が彼の記事より後であり、彼がメモのことをチャンドラーや警官から聞いて記事にできたはずがないことを指摘する。消印のことに気づいたブレマーは連続殺人に見せかけてチャンドラーを殺し、封筒を取り返そうとして見つけられなかったのだった。ブレマーはボッシュを殺そうとするが、ボッシュは彼を逮捕する。
ボッシュは犯罪者たちの黒い心(ブラック・ハート)が今後も次々と現れるだろうと想像する。シルヴィアがボッシュの元に戻り、二人は週末を共にする。

## 登場人物
- ハリー・ボッシュ: ロス市警ハリウッド署殺人課の刑事
- ハーヴェイ・パウンズ: ボッシュの上司
- ジェリー・エドガー: ボッシュの相棒
- エルヴァ・キーズ: 裁判官
- ハニー・チャンドラー: 原告側の弁護人
- ノーマン・チャーチ: ドールメイカー事件の容疑者
- デボラ・チャーチ: ノーマンの妻。裁判の原告。
- ロッド・ベルク: ボッシュの弁護人
- レイ・モーラ: 風紀課の刑事
- レベッカ・カミンスキー: コンクリート詰めの死体で見つかったポルノ女優
- アーヴィン・アーヴィング: ロス市警の警視正補
- ジョン・ロック: 性心理動学が専門の博士
- ジョエル・ブレマー: LAタイムズの記者

## 作品の評価

### 批評家によるレビュー
作家のジャネット・イヴァノヴィッチは、本作が「コナリーのハリー・ボッシュ・シリーズの古典であり、私のお気に入りの一つである」と述べた。ウィークリースタンダード誌は、コナリーが「『Concrete Blonde』で法廷でのやりとりの達人であることを証明した」と述べた。1994 年のライブラリー・ジャーナル誌は、「巧妙なプロットのひねり、素早いアクション、素晴らしいサスペンスが、この優れたスリラーと法廷ドラマを特徴づけている」と述べている。

### 受賞歴
- 1995年 ディリス賞 ノミネート